# Daniele Suzuki
Daniele Suzuki est une actrice brésilienne née le 21 septembre 1977, à Rio de Janeiro.

## Biographie
Née à Rio de Janeiro, Danielle Suzuki est la fille d'Hiroshi Suzuki, un Brésilien japonais de deuxième génération originaire de São Paulo, la plus grande ville du Brésil, dont les parents ont immigré de Shizuoka au Japon. Sa mère est Ivone Suzuki, une Brésilienne du Minas Gerais, d'origine allemande, italienne et brésilienne,. Son père quitte la famille quand elle a 15 ans et retourne à São Paulo. Suzuki est élevée à Rio de Janeiro par sa mère et sa grand-mère et fait face à des difficultés financières. Elle doit vivre chez un ami de sa mère parce que son père a vendu la maison familiale, les laissant sans toit. Suzuki a déclaré à propos de cette période qu'elle « ne s'est pas fâchée parce qu'elle avait toujours des amis qui la soutenaient ». Depuis, elle aurait rarement vu son père.

## Carrière
À l'âge de 15 ans, Suzuki commence sa carrière de mannequin, même si son apparence asiatique limite quelque peu ses chances. Elle est diplômée en design industriel de l'Université pontificale catholique de Rio de Janeiro. Plus tard, elle commence à jouer pour la télévision, devenant célèbre dans le rôle de l'adolescente brésilienne Miyuki dans la telenovela Malhação. Aujourd'hui, Suzuki travaille également comme animatrice de l'émission Pé no Chão, sur la chaîne brésilienne Multishow.

## Vie privée
Le 13 avril 2011, Danni épouse l'homme d'affaires Fábio Novaes lors d'une cérémonie sur l'île de Maui, à Hawaï. Le 13 juin 2011, elle donne naissance à son premier enfant, Kauai. Ils divorcent deux ans plus tard en 2013.

## Filmographie
- 2000 : Uga-Uga Sarah
- 2002 : Sandy & Junior : Yoko
- 2003 : Malhação : Miyuki
- 2005 : Bang Bang : Yoko Bell
- 2006 : Pé na Jaca : Rosa Tanaka
- 2008 : Ciranda de Pedra : Alice
- 2009-2010 : Sauvée par l'amour : Ellen